# Ricard Orsini
|  | Per a altres significats, vegeu «Ricard I Orsini». |

Ricard Orsini fou un senyor de Roma que es va casar amb una filla de Margaritone de Brindisi, almirall de Sicília que des del 1185 s'havia apoderat de les illes romanes d'Orient de Cefalònia i Zacint, i s'intitulava senyor i comte palatí. Margaritone va ser empresonat el 1197 i va morir a presó i els seus drets a Cefalònia i Zacint van passar a la seva fill petita, casada amb Ricard Orsini, un vassall de la casa d'Anjou que de fet va administrar el comtat des del 1192.
Ricard va tenir dos fills i unes filles: el més gran fou Mateu Orsini. Un altre fou Teodor, que fou patriarca d'Antioquia amb el nom de Teodosi, i va morir després de 1264.